# Chamarandes-Choignes
Chamarandes-Choignes ist eine französische Gemeinde mit 1.034 Einwohnern (Stand: 1. Januar 2022) im Département Haute-Marne in der Region Grand Est. Sie gehört zum Arrondissement Chaumont und zum Kanton Chaumont-2. Die Bewohner werden Chamarandais und Chamarandaises genannt.

## Geographie
Chamarandes-Choignes liegt etwa zwei Kilometer östlich des Stadtzentrums von Chaumont an der Marne. Umgeben wird Chamarandes-Choignes von den Nachbargemeinden Chaumont im Norden und Westen, Laville-aux-Bois im Osten sowie Verbiesles im Süden.

## Bevölkerungsentwicklung
| Jahr                       | 1962 | 1968 | 1975 | 1982 | 1990 | 1999 | 2006 | 2019 |
| Einwohner                  | 479  | 524  | 718  | 829  | 947  | 1021 | 1021 | 1042 |
| Quellen: Cassini und INSEE |      |      |      |      |      |      |      |      |

## Sehenswürdigkeiten
- Kirche Saint-Vallier in Chamarandes
- Kirche Saint-Martin in Choignes aus dem 13. Jahrhundert, seit 1928 als Monument historique eingeschrieben

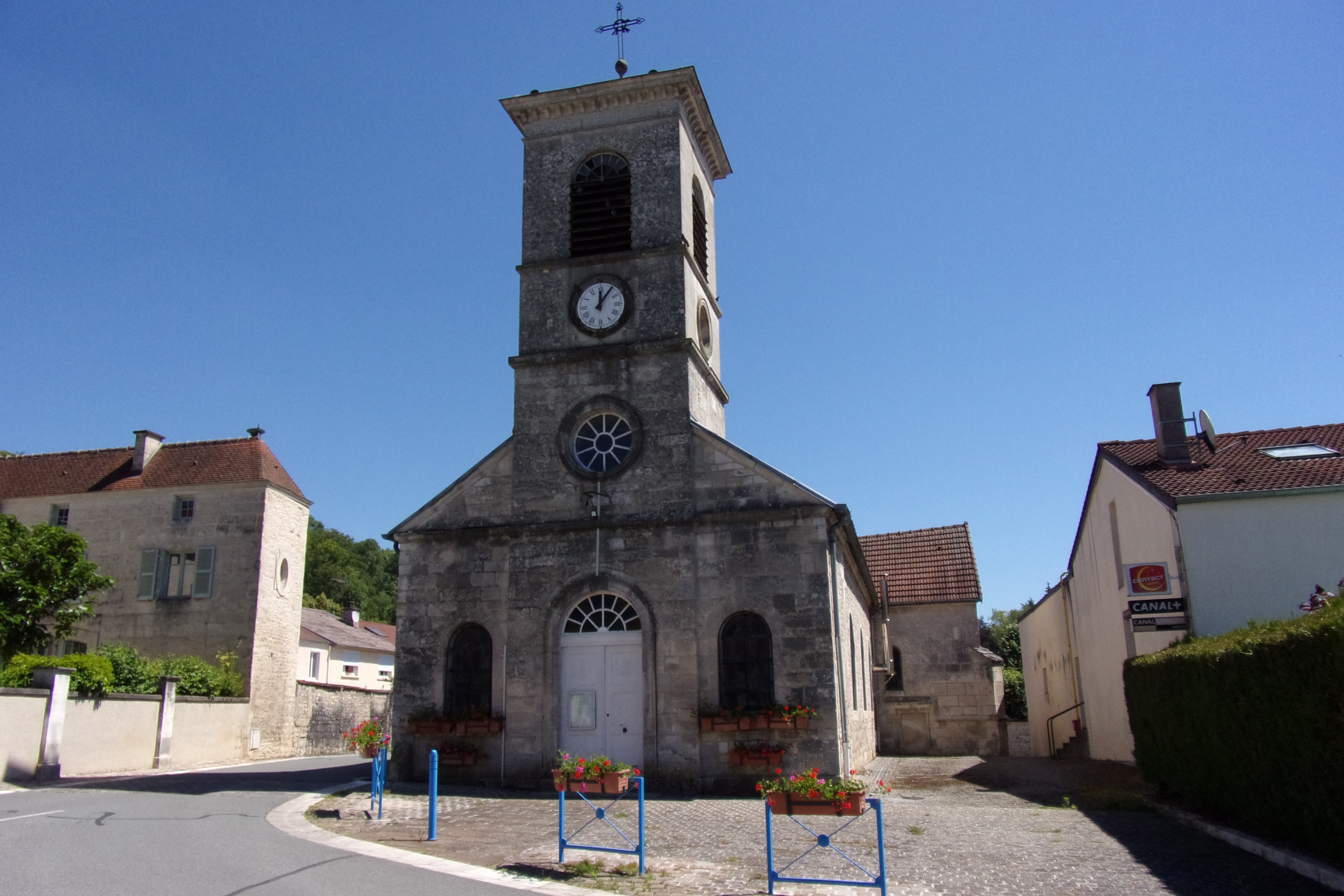
Kirche Saint-Vallier
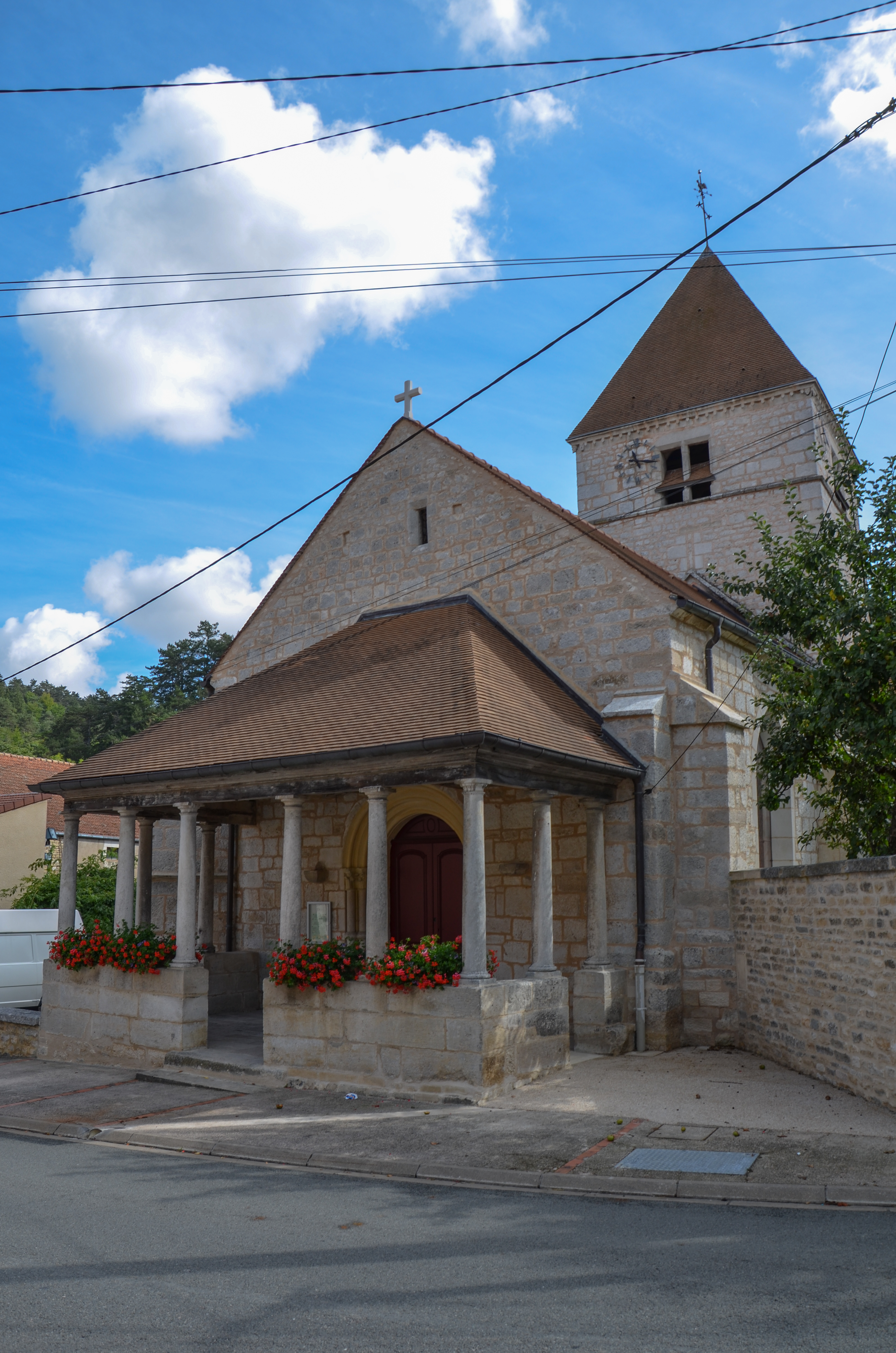
Kirche Saint-Martin